# Ética e regulação do CRISPR
CRISPR/Cas é uma ferramenta de edição de genoma que consiste em dois componentes: uma transcrição do locus CRISPR que resulta em curtos fragmentos de RNA com capacidade de desempenhar o reconhecimento de um DNA exógeno específico e atua como um guia a um local particular no genoma, e uma proteína chamada Cas9 que corta o DNA nesse local. A tecnologia CRISPR revolucionou o campo da edição de genes com sua capacidade de cortar e colar pedaços de DNA, mas também traz grandes questões éticas e riscos desconhecidos. Embora CRISPR/Cas tenha muito a oferecer, alguns cientistas estão preocupados que o crescimento do campo em ritmo alucinante deixe pouco tempo para o atendimento das preocupações éticas, da regulação e de segurança em experimentos podem aumentar.  O uso de CRISPR/Cas9 revive muitas questões sociais e éticas anteriores com seres humanos, outros organismos e o ambiente, tais como ter em conta o princípio de não-maleficência na avaliação de risco, edição de genoma em linha germinal, questões de segurança para evitar danos ecológicos ou possíveis uso da técnica para o aprimoramento genético  O campo da edição de genes embrionários é a mais promissora e mais eticamente preocupante. Poderemos em breve ser capaz de corrigir problemas genéticos ou adicionar imunidades no útero, mas tais remédios pré-natal reabastece perenes medos de criação de bebês personalizados por atratividade ou inteligência.
O cientista chinês He Jiankui alegou ter alterado o DNA das meninas gêmeas para torná-las resistentes ao HIV, em 2018, um movimento inovador que provocou questões éticas significativas em torno da edição de genes e dos chamados bebês projetados. Um grupo de mais de 40 advogados pediu às autoridades que investiguem as possíveis violações da lei e pediu que o departamento de saúde proteja as meninas gêmeas. A Comissão Nacional de Saúde da China ordenou que as autoridades "investigassem e verificassem seriamente" as alegações do doutor He.

## História
Os problemas éticos foram colocados no centro das atenções em abril de 2015, quando surgiram as notícias de que cientistas haviam usado CRISPR/Cas9 para engenheiria embriões humanos que cientistas na China relataram a realização do primeiro experimento usando a edição CRISPR de genomas para alterar o DNA de embriões humanos, potencialmente afetando a linha germinal, inflamou ainda mais o protestos de cientistas que advertem que tal passo, atravessou uma linha ética. Este anúncio tocou os sinos de alarme éticos, não apenas religiosos obcecados e transgênicos cautelares, mas de um grupo de 18 proeminentes cientistas e especialistas em direito e ética que publicou uma carta pedindo uma moratória sobre alguns usos dessa tecnologia.
Os cientistas afirmam que a técnica de edição CRISPR pode modificar os genomas dos seres humanos e outras espécies de uma forma que poderia ter "efeitos imprevisíveis sobre as gerações futuras" e "implicações profundas para a nossa relação com a natureza". Mas os cientistas também querem controlar os termos das pesquisas. A "National Academies" nos Estados Unidos, por exemplo, diz que vai "guiar a tomada de decisões" por convocação de pesquisadores e outros especialistas ainda em 2015 "para explorar as questões científicas, éticas e políticas associadas com a edição e investigação do genoma humano". Os cientistas também enfatizam a necessidade de mais pesquisas sobre riscos e benefícios para a "melhor informar futuras conversas públicas". Os cientistas acreditam que um processo verdadeiramente deliberativo que é distribuído geograficamente e demograficamente inclusivo, pode revelar as variações na forma como os riscos são selecionados e priorizados em diferentes lugares e culturas do mundo. Valores, regimes de governança e agendas de investigação podem co-evoluir em resposta a técnica de edição CRISPR.

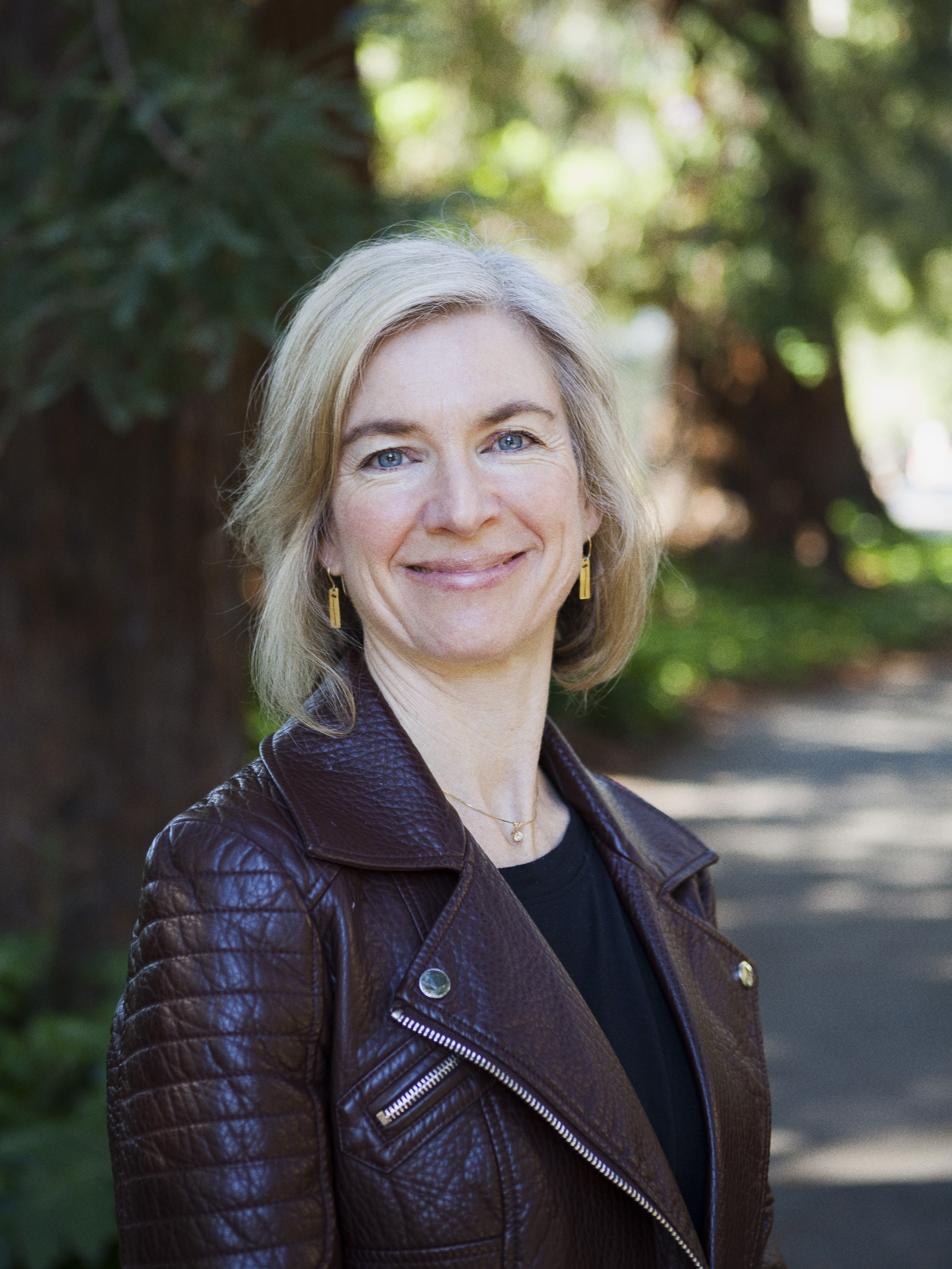
Jennifer Doudna (2016) foto por Jussi Puikkonen/KNAW

Para o psicólogo e linguista, Steven Pinker acredita que "as preocupações são um exagero grosseiro" . Ele diz que CRISPR é fundamental para reduzir o sofrimento humano, e escreveu os bioeticistas deve se esforçar para "sair do caminho" do progresso. O professor, David Lemberg, editor da revista "Bioethics Today" ataca a postura do Dr. Pinker. Ele acredita que CRISPR ainda está em seus primeiros dias, mas isso é mais uma razão para pensar sobre a ética agora, e afirma que os investigadores razoáveis devem proceder com a máxima cautela, pois, lidar com os danos que possam surgir [como Pinker sugere] é reativo, não proativa. "O papel dos bioeticistas, e de todas as partes que representam vários grupos de interesse, são para supervisionar tais pesquisas e limitar a sua conduta baseada no princípio da precaução", diz Lemberg. "Só porque nós podemos fazer uma coisa não significa que devemos fazer a coisa".
A rede internacional de 22 cientistas e especialistas em ética do Hinxton[ligação inativa] anunciaram em setembro de 2015 que a edição gene durante o estágio inicial do desenvolvimento embrionário, de fato, fornece "um tremendo valor" à investigação científica que poderia ter aplicações imensamente práticas no futuro. No entanto, Emmanuelle Charpentier, uma das cientistas por trás do desenvolvimento da técnica CRISPR/Cas9, disse: "Pessoalmente, eu não acho que isso é aceitável manipular a linha germinal humana para o propósito de mudar alguns traços genéticos que serão transmitidos ao longo de gerações.".

Logo do USDA

Independente da controvérsia, em setembro de 2015, cientistas do Instituto Francis Crick pediram ao órgão regulador do Reino Unido de tratamento e pesquisa de fertilidade, para obter uma licença  para conduzir edição de gene CRISPR-Cas9 em embriões para um estudo de investigação sobre por que algumas mulheres têm aborto espontâneo, e em janeiro de 2016, a permissão para editar os genomas de embriões humanos para a pesquisa foi concedida para os cientistas em Londres.
A avaliação de ameaça global divulgada em 2016, pelo diretor nacional de inteligência dos EUA, colocou esta edição de genoma entre uma das seis ameaças listadas na seção sobre as armas de destruição em massa. A inclusão de CRISPR e técnicas relacionados na galeria dos vilões veio como uma surpresa para alguns especialistas em armas biológicas. No final de 2016, os principais conselheiros científicos de Obama alertaram que a tecnologia de edição de genes CRISPR/CAS9 pode ser transformada em uma arma biológica com poder de criar um vírus assassino resistente a drogas. Eles recomendam que o sistema de saúde pública norte americano coloque uma fatia maior do orçamento dos EUA para se preparar para ataques terroristas.
Um relatório divulgado 14 de fevereiro de 2017 pela Academia Nacional de Ciências e Medicina recomendou que a alteração de DNA em células germinativas, - embriões, ovos e do esperma, ou células que dão origem a elas - podem ser usadas para curar doenças genéticas em gerações futuras, desde que sejam feita apenas para corrigir doença ou deficiência, não para melhorar a saúde ou habilidades das pessoas. Uma equipe na China anunciou ter corrigido mutações genéticas em células em três embriões humanos normais. Este foi o primeira vez da utilização da edição CRISPR em embriões humanos viáveis Em junho do mesmo ano, um embriologista em Portland, também teria evitado problemas de edição incompleta e fora do alvo que atormentava tentativas anteriores chinesas.
Em 2018, o Departamento de Agricultura dos EUA disse que não vai regular plantas cujos genomas foram alterados usando tecnologia de edição genética; portanto, as plantas CRISPR não serão reguladas.  No entanto, em julho, o Tribunal de Justiça da União Européia (ECJ) determinou que as culturas editadas por genes deveriam estar sujeitas aos mesmos regulamentos rigorosos que os organismos geneticamente modificados convencionais (OGMs).

## Lulu e Nana
He Jiankui foi um pesquisador pela universidade chinesa SUSTech, mas ele estava sob licença não remunerada desde fevereiro de 2018. Jiankui pesquisava sobre CRISPR/Cas na universidade. Em novembro de 2018, Jiankui revelou que havia editado o gene CCR5 em dois embriões humanos, com o objetivo de que os bebês não expressassem um receptor para o vírus HIV. As garotas, que o cientista chamou de "Lulu" e "Nana", nasceram poucas semanas antes do anúncio do cientista. A pesquisa foi duramente criticada, sendo considerado um experimento perigoso e prematuro por parte de Jiankui. No dia 29 de novembro, as autoridades chinesas suspenderam todas as atividades de pesquisa de Jiankui, afirmando que suas pesquisas violavam leis chinesas.
As investigações conduzidas pelas autoridades chinesas concluíram que "ele deliberadamente evitou a supervisão" de seus estudos, ao reunir uma equipe para prosseguir com sua pesquisa e buscar financiamentos privados, com o objetivo de obter  "fama e lucro", conforme informação da agência de notícia chinesa. O relatório ainda afirma que ele forjou publicações da revisão ética do seu trabalho, com o intuito de atrair voluntários para o procedimento e que a segurança dos voluntários teria sido negligenciada, por parte do pesquisador. Por decreto, a China proíbe a edição genética de bebês.
No dia 21 de janeiro de 2019, após a conclusão das investigações, a Universidade publicou um comunicado em seu site informando a demissão do cientista "A SUSTech rescindiu o contrato do Dr. Jiankui He e encerrou todas as suas aulas e pesquisas na universidade", dizia o comunicado. A Rússia também anunciou a intenção de editar genes em embriões humanos para desabilitar o gene CCR5.
O Tribunal Popular de Shenzhen do distrito de Nanshan condenou He Jiankui a três anos de prisão e multou-lhe 3 milhões de yuans (R$1.728.450,00) por violar a proibição do governo de usar tecnologias de edição de genes para criar seres humanos "...em busca da fama e ganho pessoal", resultando em "perturbação da ordem médica".

### Mosaicismo
Porque He não foi transparente sobre seu trabalho, os fatos do caso permanecem obscuros. Na cúpula de 2018, He disse que havia acabado de enviar um manuscrito descrevendo este trabalho para uma revista científica. No entanto,  o manuscrito permaneceu não publicado e seu conteúdo misterioso. Foi difícil para outros cientistas descobrir exatamente o que ele fez e como ele fez, até novembro de 2019. Em seu manuscrito havia um sério problema de mosaicismo.
Evidências de mosaicismo estão presentes nos embriões de Lulu e Nana, bem como na placenta de Lulu, tornando provável que os gêmeos sejam mosaico. Algumas partes de seus corpos podem conter as edições específicas que He disse que ele fez, outras podem conter outras edições que ele não destacou e outras ainda podem não conter edições. Isso significaria que o suposto benefício da edição CRISPR - resistência ao HIV - pode não se estender a todo o corpo das gêmeas e ainda pode ser que elas sejam totalmente vulnerável ao HIV.

## Regulamentação

### Alimentos
Uma diferença imperceptível, a falta de um gene que codifica uma enzima chamada PPO, que faz com que os cogumelos se tornem castanhos quando são feridos ou cortados, desencadeou o controle da venda pelo governo dos EUA, em parte porque a lei não se aplica necessariamente aos alimentos feitos com CRISPR. O caso destacou um desafio com a regulamentação da biotecnologia, uma vez que as leis não conseguem acompanhar o ritmo acelerado da inovação em 2016. Os reguladores do Departamento de Agricultura dos Estados Unidos decidiram que o cogumelo era não comercial por dois anos e meio antes de definitivamente decidir seu status de OGM. Um sênior analista de políticas no Centro de Segurança Alimentar dos Estados Unidos, informou que o cogumelo CRISPR não parece representar uma ameaça à saúde ou ao meio ambiente, então, neste caso, as lacunas regulatórias sobre cogumelo podem não ser importantes.  As empresas que propõem vender o produto defendem que, porque o cogumelo não produz pesticidas ou produtos químicos potencialmente tóxicos, não há razão para regulá-lo. O "Office of Science and Technology Policy" publicou um documento que lista uma série de produtos biotecnológicos hipotéticos e explica como cada agência pode regulamentá-los. Mas nenhum dos exercícios hipotéticos explorou como produtos fabricados com tecnologias como o cogumelo CRISPR seriam regulados.
Não há evidências de que a regulamentação seja criada nos EUA para regulamentar os produtos CRISPR em 2018, uma vez que Trump não nomeou um conselheiro de ciência ou um diretor para o OSTP.

### Experimentação em humanos
Quando os pesquisadores chineses editaram pela primeira vez os genes de um embrião humano em um laboratório, em 2015, provocaram protestos globais e pedidos de cientistas para que não fizessem um bebê usando a tecnologia, pelo menos por enquanto. O nascimento dos primeiros seres humanos geneticamente adaptados, em 2018, foi uma conquista médica impressionante, tanto para He Jiankui como para a China. Mas também foi controverso.
Um grande número de pesquisadores que trabalham com edição genética e ética expressaram dúvida e preocupação: "ele quebrou um tabu científico para editar uma doença que agora é altamente tratável - usando uma técnica potencialmente perigosa e não comprovada". Hank Greely, um professor de direito e ética de Stanford, chamou o experimento de “imprudente por causa de uma relação risco/benefício terrível para o bebê”. Outros disseram que o experimento foi “inconcebível” e “prematuro” e que 122 cientistas chineses escreveram uma declaração conjunta denunciando o trabalho. No entanto, a Segunda Cúpula Internacional sobre a Edição do Genoma Humano, em Hong Kong, rejeitou os pedidos por uma moratória geral em tais pesquisas, dizendo que o trabalho poderia levar a novas formas de evitar uma longa lista de doenças genéticas graves. Na declaração de encerramento da cúpula, em 28 de novembro de 2018, os organizadores pediram uma investigação para verificar ou refutar as alegações de He. Mas, independentemente de ser verdade, os organizadores disseram que o experimento do pesquisador foi prematuro, profundamente falho e antiético .

## Riscos e benefícios
Uma questão ética importante na pesquisa é que os benefícios devem ser maiores que os riscos. Os especialistas propõem que seja dada maior atenção aos riscos, pois podem danificar os seres vivos ou o meio ambiente. A aplicação da técnica CRISPR/Cas9 envolve riscos, uma vez que pode produzir mutações fora do alvo, o que pode ser deletério. Para evitar esses perigos, os governos e as instituições científicas devem responder estabelecendo padrões que permitam que pesquisas promissoras avancem e assegurem ao público que o trabalho está sendo conduzido com responsabilidade. A técnica também poderia ser usada por criminosos para escapar da justiça, alterando seu DNA.

## Desequilíbrio ecológico
Em experimentos utilizando unidades de genes guiadas por RNA com base na técnica CRISPR/Cas9, é necessário sondar a especificidade considerando os efeitos fora do alvo. Uma vez que a unidade genética ainda está operando em seres criados, a possibilidade de mutações fora do alvo continua e pode aumentar cada geração. Se há o risco de transferir genes para outras espécies, então há o risco de transferir seqüências modificadas, passando o traço negativo para organismos relacionados, mesmo através das fronteiras políticas.